# Monthey
Monthey (Montê en francoprovençal) és una ciutat de la zona del Chablais, al cantó suís de Valais i al districte de Monthey.

## Història
Malgrat que s'han trobat traces celtes, fou en el segle xii que es va desenvolupar el bourg sota domini de Savoia, que el segle xvi va passar al cantó de Valais per conquesta.
Per prosperar, el bourg es va dedicar a l'artesanat, amb sis molins, des de fargues a tintoreries. El 1821 va obrir la indústria del vidre. Avui dia és la ciutat més important pel que fa a la indústria del Valais, amb forta presència del sector químic i farmacèutic.
Són famoses les oficines de disseny de muntanyes russes en aquesta zona de Suïssa, on destaquen Bolliger & Mabillard, que es van encarregar del Dragon Khan de Port Aventura.

## Desenvolupament urbà
La ciutat de Monthey a l'edat mitjana era un petit bourg que no passava dels 5 o 600 habitants. El desenvolupament demogràfic va venir amb la revolució industrial. Al segle xix ja tenia uns 3 mil habitants i durant el segle XX ha arribat als 16 mil.

## Agermanaments
- Tübingen.
- Ivrea.
- Diekirch.